# جبل جاشربرم-2
جبل جاشربرم-2 أو Gasherbrum II (بالأردية: گاشر برم -2)‏؛ تم تسميته K4، هو جبل يأتي في الترتيب الثالث عشر بين أعلى جبال العالم بارتفاع قدره 8,035 متر (26,362 قدم) فوق مستوى سطح البحر. وهو الذروة الثالثة في منطقة كاشر برم الصخرية، ويقع في كاراكورام، على الحدود بين غلغت-بلتستان، في باكستان، وشينجيانغ، في الصين. تم تسلق الجبل لأول مرة في 7 يوليو 1956، بواسطة رحلة استكشافية نمساوية شملت فريتز مورافيك وجوزيف لارش وهانس ويلينبارت.

## الجغرافيا
يقع جبل جاشربرم-2 على حدود غلغت-بلتستان، فيباكستان، وشينجيانغ، في الصين. وهو جزء من سلسلة جبال قراقرم في جبال الهيمالايا، ويقع في الجزء العلوي من جليدة بالتورو. ويصل ارتفاعه إلى 8,035 متر (26,362 قدم)، وهو ثالث أعلى قمة في كاشر برم، بعد جبل جاشربرم-1 والذي ارتفاعه 8,080 متر (26,510 قدم) وبرود بياك الذي ارتفاعه 8,051 متر (26,414 قدم). يُعتبر جاشربرم-3 أحيانًا قمة فرعية من جاشربرم-2.

## التسمية
في عام 1856، قام توماس جورج مونتغومري، وهو عضو في المهندسين الملكيين البريطانيين بمراقبة الجبل وسماه "K4"، وهذا يعني جبل كاراكورام الرابع. أما اسم «جاشربرم» فيأتي من كلمات اللغة البالتية rgasha (بمعنى «جميلة») وbrum (بمعنى «الجبل»).

## الترتيب الزمني لتسلقه

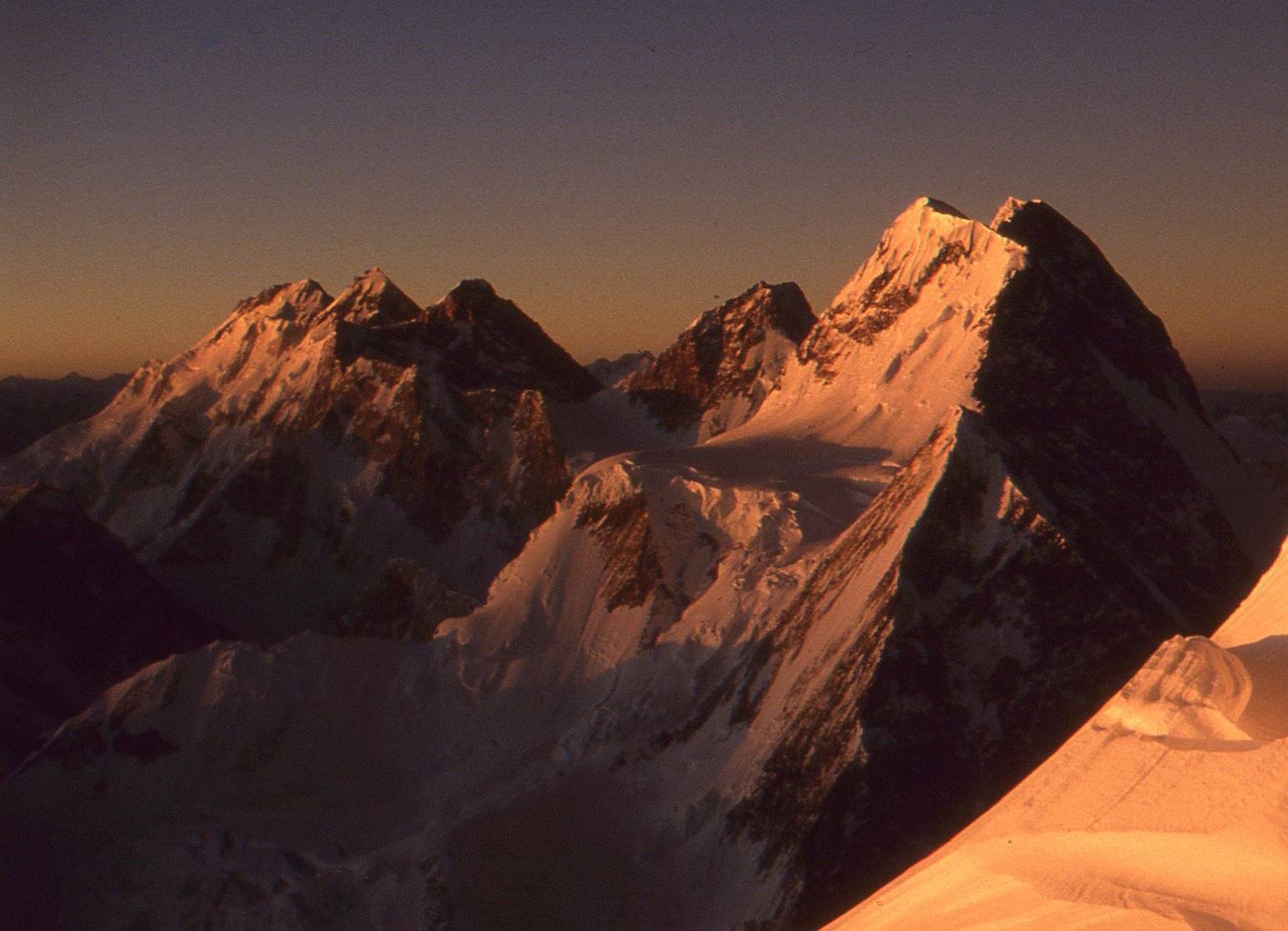
جبل جاشربرم-2

تم استكشاف جبال مجموعة جبال جاشربرم في عام 1909 بواسطة لويجي أمديو وVittorio Sella.
في عام 1934، استكشف غونتر ديهرنفورث وبعثته الدولية في الهيمالايا، جبلي جاشربرم الأول والثاني.
وجاء أول تسلق للجبل في 7 يوليو 1956، حيث تسلقه النمساويين فريتز مورافيك، وجوزيف لارش وهانس ولنبارت من الجنوب الغربي. بعد أن أقاموا المعسكر الأول، اضطروا إلى النزول، ووجدوا المخيم وجميع مستلزماتهم وطعامهم مدفونين جراء انهيار جليدي عندما عادوا. على الرغم من هذا، قرروا إجراء محاولة سريعة. بعد أن فتحوا الطريق، غادروا المعسكر الثالث في 6 يوليو. أمضت المجموعة الليلة في كيس إقامة مؤقتة ووصلت إلى القمة في الساعة 11:30 صباحًا في اليوم التالي.
في عام 1975، نجحت أربع بعثات في تسلق جبل جاشربرم-2، بما في ذلك البعثة الفرنسية لجان بيير فريسافوند، ومجموعة بولندية بقيادة يانوش أونيسكوفيتش، وبعثة بولندية أخرى بقيادة واندا روتكوفيتش.
بعد أربع سنوات، أعلنت مجموعة تشيلية أنها استخدمت الطريق «الطبيعي» للوصول إلى القمة. عدة أشخاص آخرين، بما في ذلك راينهارد كارل، وهانز شيل، وكورت ديمبرغر وصلوا أيضا القمة.
في 24 يوليو 1982، صعد رينولد ميسنر مع نظير صابر وشير خان، إلى القمة عبر الجنوب الغربي.  خلال تلك السنة، صعد ميسنر أيضًا جبلين آخرين بارتفاع ثمانية آلاف مترًا، هما كانغشينجوتغا وبرود بياك، وحاول تسلق حبل تشو أويو. وقد كتب كتابًا أسماه «3 × 8000: عامي العظيم في جبال الهيمالايا» ذكر فيه ذلك.
في يوليو عام 1984، وصل راينولد ميسنر وهانز كامرلاندر إلى كل من جاشربرم-2 وجاشربرم-1 دون العودة إلى معسكر القاعدة، بأسلوب جبال الألب.
في أغسطس عام 1984، وصلت بعثة فرنسية بقيادة دانيال كرويسو إلى القمة وحققت أول نزول متكامل بالتزلج من جاشربرم-2، كما شهدها وانضم إليها دومينيك دوك الذي كان المسؤول الطبي في البعثة.
في أغسطس 1986، صعدت رحلة استكشافية سلوفينية جاشربرم-2 بنجاح في 32 ساعة فقط من القاعدة إلى الذروة، واستغرقت 22 ساعة فقط من التسلق و10 ساعات من الراحة على ارتفاع 5900 متر. وكان هذا أسرع صعود حتى ذلك الحين.
في يوليو 1996، قام جان كريستوف لافايل بالصعود إلى جاشربرم-1 وجاشربرم-2 في أربعة أيام، دون توقف.
في عام 1997، حقق Anatoli Boukreev صعودًا فرديًا للسرعة إلى القمة خلال 9 ساعات و30 دقيقة.
في عام 2006، صعد سيباستيان هاغ وبنيديكت بوم جبل جاشربرم-2 مرتين خلال أسبوع. في الساعة 8:00 من صباح 29 يوليو، وصلوا إلى القمة ثم تزلجوا لأسفل. واستراحوا لبضعة أيام قبل مغادرة المعسكر الأول مرة أخرى في 3 أغسطس. بدأوا بسرعة ووصلوا إلى المعسكر الرابع في ست ساعات، ولكن وجود 50 سنتيمتر (20 بوصة) من الثلج الجديد أبطأ عملهم، ووصلوا إلى القمة بعد أكثر من ست ساعات من التسلق الصعب. ثم نزلوا على الزلاجات مرة أخرى، وهذه المرة كانت أكثر خطورة بسبب الثلوج الخطيرة وخطر الانهيار الجليدي. على الرغم من ذلك فقد عاد كلاهما بأمان إلى المخيم في أقل من 17 ساعة، بينما تستغرق الرحلة الاستكشافية العادية من أربعة إلى سبعة أيام.
صعد الإيطاليان كارل أونتركيرشر ودانييلي بيرنكاسوني، إلى جاشربرم-2 في عام 2007 بأسلوب جبال الألب. وكانوا أول من استخدم الوجه الشمالي عبر الصين. تمت محاولة التسلق عبر ذلك الطريق قبل عام من قِبل فريق ألماني سويسري، لكنهم لم يُكملوا بسبب انهيار جليدي. أثناء المحاولة قاموا بتثبيت حوالي 1,200 متر (3,900 قدم) من الحبال. وصلوا إلى القمة في حوالي الساعة 8:00 مساء يوم 20 يوليو. أما العضو الثالث في الفريق، ميشيل كومبانيوني، حفيد أشيل كومبانيوني، فقد عاد إلى الخلف على بُعد 150 متر (490 قدم) قبل القمة. ونزل الفريق عبر الطريق الشمالي الغربي الطبيعي.
في 2 فبراير 2011، أصبح كوري ريتشاردز ودينيس أوروبكو وسيمون مورو أول من صعدوا جاشربرم-2 في فصل الشتاء. على الرغم من وجودانهيار جليدي من الدرجة الرابعة، إلا أنهم وصلوا إلى القمة في الساعة 11:30 صباحًا، بدون أكسجين إضافي أو حمالين. قام ريتشاردز، الذي كان أول أميركي يتسلق ثمانية آلاف مترًا في فصل الشتاء، بتصوير الحملة التي تحولت إلى فيلم بعنوان Cold.
في 16 يوليو 2018، قام فيليكس بيرج وآدم بيليكي بتسلق جاشربرم-2 في أول صعود للوجه الغربي الحقيقي.

## روابط خارجية
- Gasherbrum II on Himalaya-Info.org (الألمانية)
- Gasherbrum الثاني على Summitpost
- Gasherbrum II: رحلة إلى 26,360 قدم في Karakoram في نسخة محفوظة December 5, 2008, على موقع واي باك مشين.
- Gasherbrum II-express debrief: أول التزلج الألماني من G2 ؛ رحلة ذهابا وإيابا لمدة 17 ساعة
- Cold  في قاعدة بيانات الأفلام على الإنترنت (بالإنجليزية)
- بارد على يوتيوب